# Alejandro Ulloa Alonso
Alejandro Ulloa Alonso (Madrid, 14 de setembre de 1926 - Madrid, 14 de maig de 2002) va ser un director de fotografia espanyol.

## Biografia
Era fill de l'actor i director Alejandro Ulloa, cosa que també li va permetre entrar al negoci del cinema. Després d'anys de treballar com a membre de l'equip de càmera, Ulloa va poder fer la seva primera pel·lícula com a director de fotografia l'any 1956. A més de pel·lícules d'aventures i comèdies, Ulloa va fotografiar principalment spaghetti westerns dels anys 60, principalment amb els directors Enzo G. Castellari, Antonio Margheriti i Sergio Corbucci. Ulloa gairebé no va poder demostrar cap habilitat creativa notable en aquesta dotzena de produccions. El seu treball inclou més de 100 produccions de cinema i televisió.

## Filmografia (parcial)
- 1958: Las chicas de la Cruz Roja
- 1960: Goliath contro i giganti
- 1961: El hijo del capitán Blood
- 1963: La máscara de Scaramouche
- 1964: Anthar l'invincibile
- 1965: Miss Muerte
- 1965: 7 pistole per i MacGregor
- 1966: Missione speciale Lady Chaplin
- 1966: Sugar Colt
- 1967: O.K. Connery
- 1967: Odio per odio
- 1967: 7 donne per i Mac Gregor
- 1968: Tutto per tutto
- 1968: Il mercenario
- 1968: I tre che sconvolsero il West (Vado, vedo e sparo)
- 1968: Una pistola per cento bare
- 1968: Ammazzali tutti e torna solo
- 1969: La legione dei dannati
- 1969: Una sull’altra
- 1969: La battaglia d'Inghilterra
- 1969: O Cangaçeiro
- 1970: Le foto proibite di una signora per bene
- 1970: Vamos a matar, compañeros
- 1971: …y seguian robandose el millon de dolares
- 1972: Che c'entriamo noi con la rivoluzione?
- 1972: La banda J.S.: cronaca criminale del Far West
- 1972: Una ragione per vivere e una per morire
- 1972: El desafío de Pancho Villa
- 1973: Tarot
- 1973: La polizia incrimina la legge assolve
- 1974: Fantasma en el Oeste
- 1974: Là dove non batte il sole
- 1975: Quel pomeriggio maledetto
- 1976: Cipolla Colt
- 1977: La Coquito
- 1977: Der Mann aus Virginia (California)
- 1979: The House on Garibaldi Street
- 1979: La mujer de la tierra caliente
- 1979: Sabato, domenica e venerdì
- 1982: Morte in Vaticano
- 1983: Die Killer-Maschine (Goma-2)
- 1986: Crystal Heart
- 1987: Deadline: Madrid
- 1988: Hermano del espacio

## Premis
Medalles del Cercle d'Escriptors Cinematogràfics
| Any  | Categoria                  | Obra                       |
| ---- | -------------------------- | -------------------------- |
| 1958 | Millor fotografia en color | Las chicas de la Cruz Roja |